# Galizische Küche

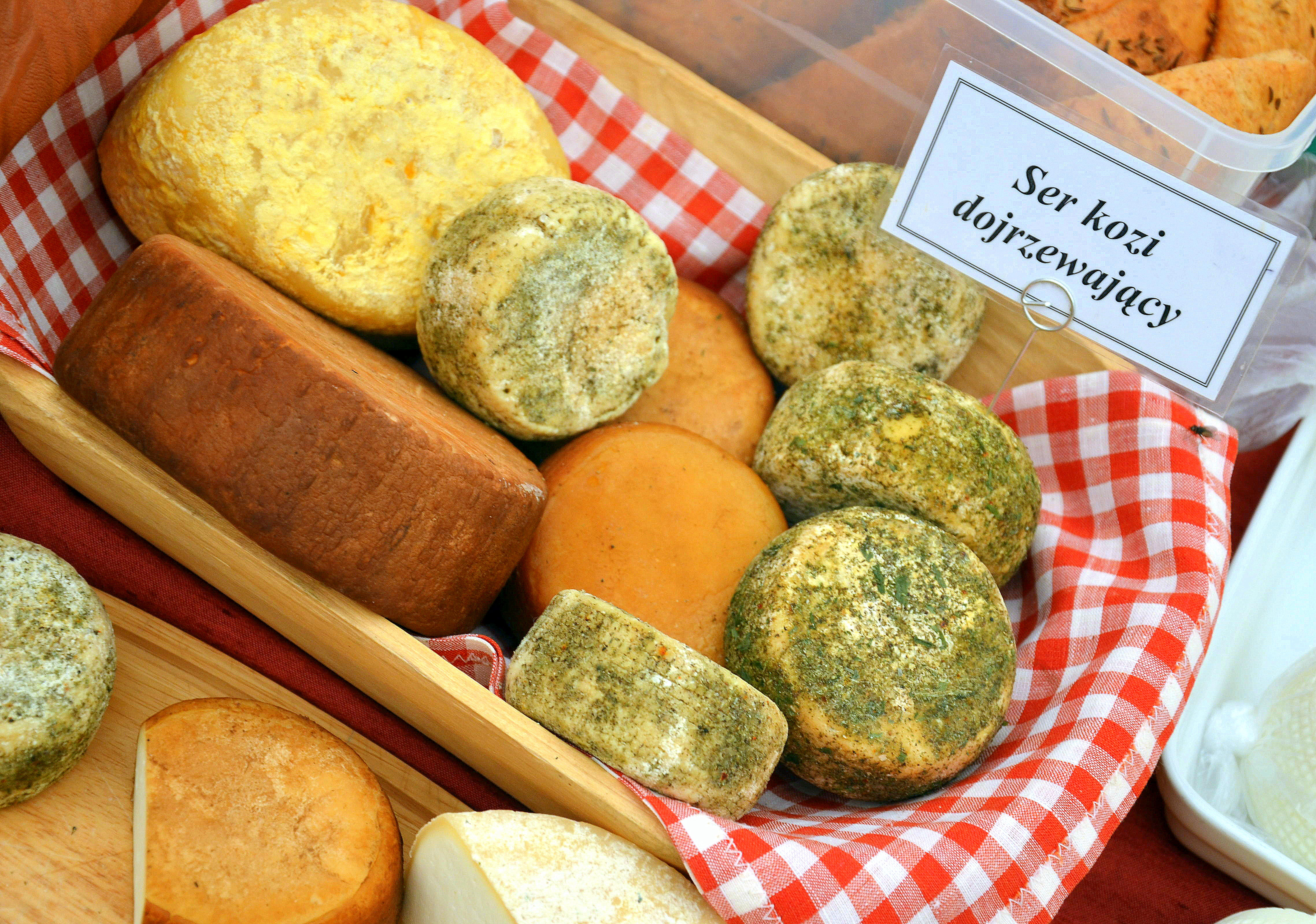
Beskider Käse aus Ziegenmilch

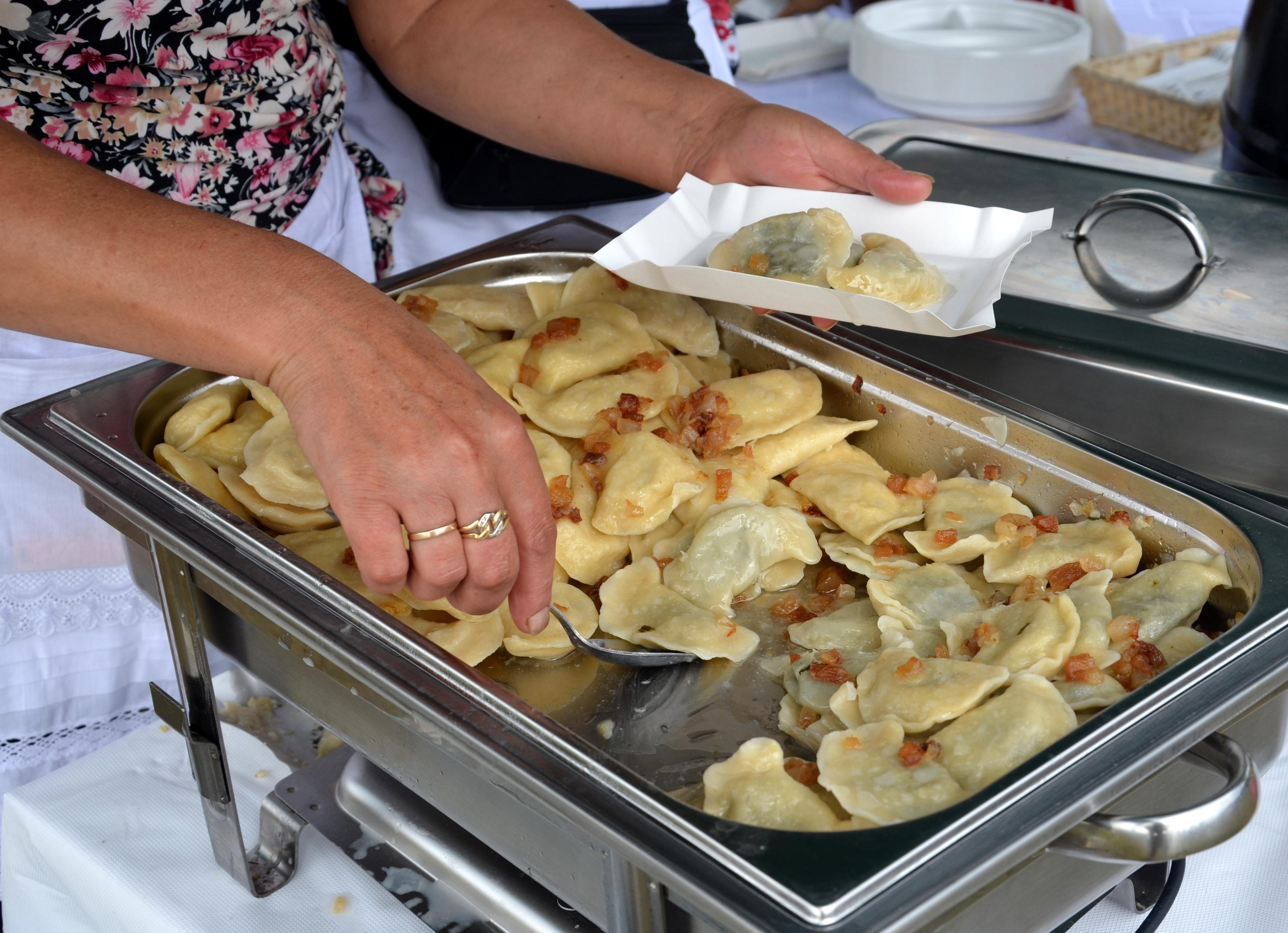
Teigtaschen (Piroggen) mit Kartoffelfüllung

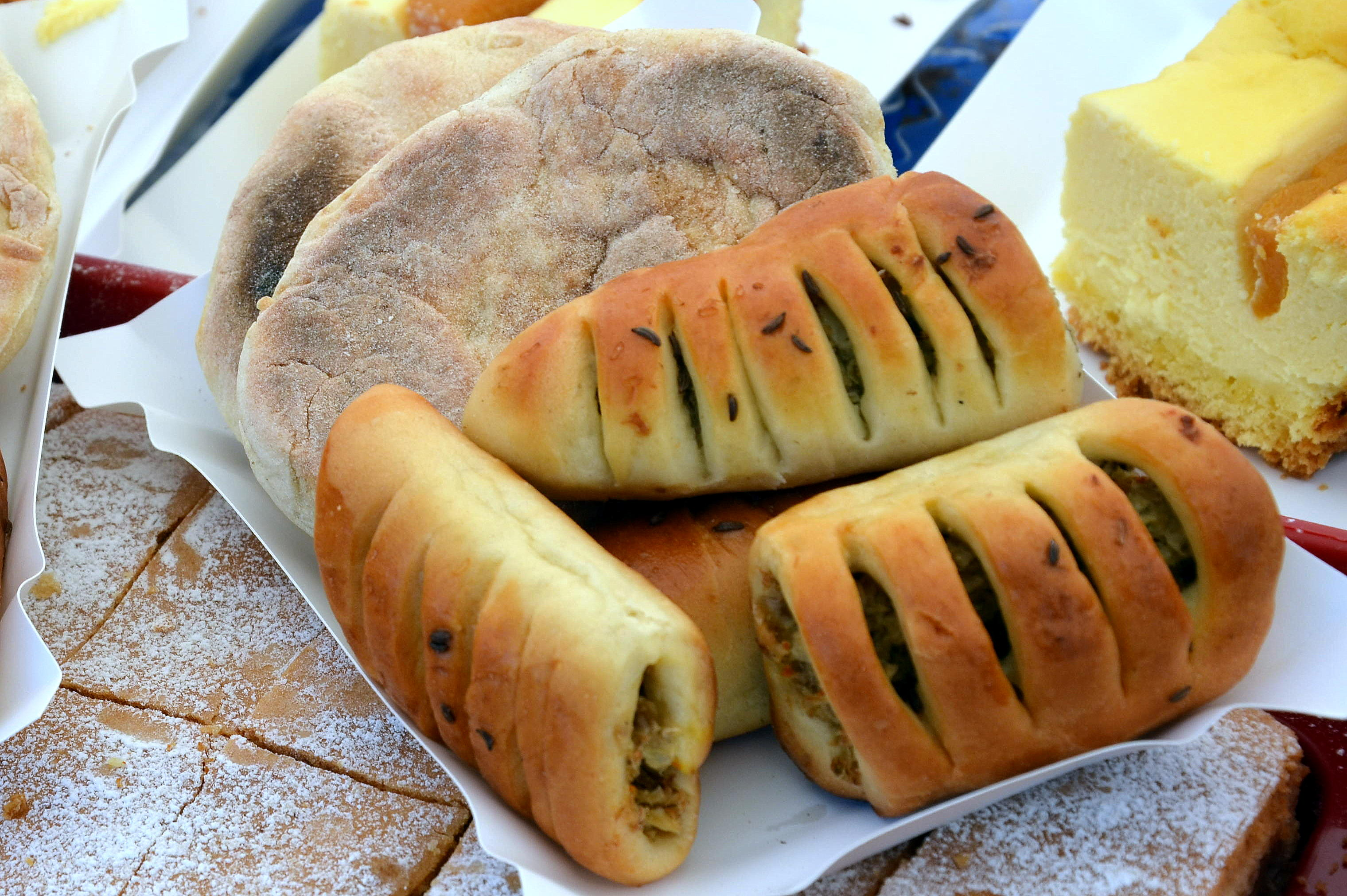
Galizischer Kuchen

Die galizische Küche ist die Regionalküche der grenzüberschreitenden Region Galizien in Polen und der Ukraine. Sie weist viele Einflüsse vor allem von der österreichischen, ungarischen, der übrigen ukrainischen und der schlesischen Küche auf.

## Geografie und Einordnung
Galizien lehnt sich nördlich an den Unteralpener Gürtel der Karpaten an und umfasst die Wiesenlandschaft des Sandomierz-Beckens sowie feuchte Täler zwischen Hügeln und Weinbergen. Kulinarisch kann Galizien in zwei Hauptteile unterteilt werden: das zu Polen gehörende Westgalizien mit dem Zentrum Krakau und Ostgalizien mit dem Zentrum Lwiw in der Ukraine. In der zeitgenössischen polnischen Küche mit ihren regionalen Spezialitäten sind historische Prägungen aus der Zeit der polnischen Teilungen erkennbar: Man findet spezifische Eigenarten im zentral und östlich gelegenen ehemals russischen Kongresspolen, im westlichen und nördlichen ehemals preußischen Gebiet und im ehemals österreichischen Galizien im Süden des Landes. Gewöhnlich basiert die galizische Küche auf der Verwendung von Schweinefleisch, Kartoffeln, Sauerkraut und Milchprodukten.
Lange Zeit unterlag Galizien den verschiedenen kulinarischen Einflüssen aus ganz Österreich-Ungarn. So findet man in den Vorkarpaten ungarisches Gulasch ebenso wie Wiener Schnitzel, Tiroler Knödel, Leber Bayerischer Art, Eisbein, Krakauer, Pischinger Torte, Schmarrn, Spätzle oder galizische Teigtaschen (Piroggen), die, gefüllt mit Kartoffeln und Frischkäse aus den unterschiedlichsten Regionen Ostgaliziens stammen.
Hier serviert man einfache Gerichte wie die hausgemachten Teigtaschen auf edlen, alten Porzellantellern, die zusammen mit hausgemachtem Wiśniówka, einem Kirschlikör, an gesellschaftlichen Zusammenkünften dargereicht wurden. Ein besonders geschätzter galizischer Klassiker ist die Sauermehlsuppe, die saure Roggenmehlsuppe mit Wurststückchen und einem halben hartgekochten Ei.

## Geschichte
Das erste gedruckte Kochbuch für galizisch-vorkarpatische Küche ist die Książka kucharska von Johann Pellar aus dem Jahre 1866 (Reprint Rzeszów 1885; 2001). Die Kochbücher des 19. Jahrhunderts enthalten zahlreiche Rezepte für einfache Kartoffel-Sauerkraut-Suppen mit fetten Rippen.

## Käse
In den polnischen Bergen hat die Herstellung von Käsesorten eine lange Tradition. Die traditionellen Regionen der Milch- und Käsewirtschaft sind allerdings der Karpatenbogen, wo der würzigen Brimsen seinen Ursprung hat und die Beskiden, wo der frische, milde Schafskäse-Bundz hergestellt wird. Die meisten Schafskäse und hausgemachten Ziegenkäse kommen aus dem Osten und der Mitte des Beskiden-Gebirges. Die Region Podhale ist aber ebenso für hochwertige Oscypek bekannt.

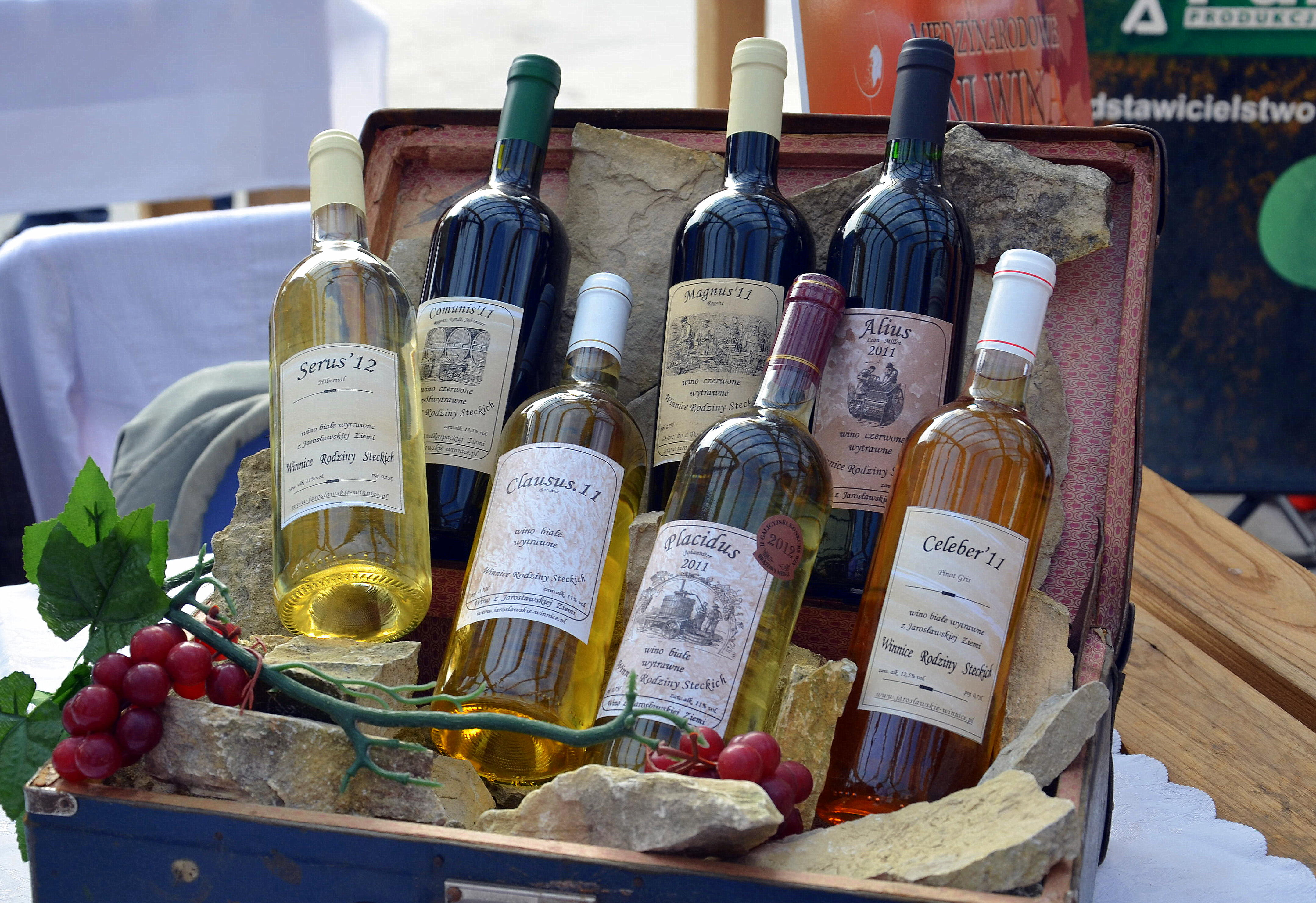
Weinsorten aus Nord-Vorkarpaten, Jasło (2013)

## Ländliche Küche
Charakteristisch für die Nahrungsweise des Landvolks in ganz Galizien, ähnlich wie viele andere bäuerliche Küchen, war die fast ausschließliche Herrschaft von Mehl-, Milch- und Schmalzspeisen mit einem Zusatz von Gemüsen und die Beschränkung des Genusses von Fleischspeisen auf die Festzeiten des Jahres.

## Bier
Als typisches galizisches Getränk gilt Bier, es gibt vor allem althergebrachte Biermarken: Żywiecbier, Leżajskbier und Okocimbier.

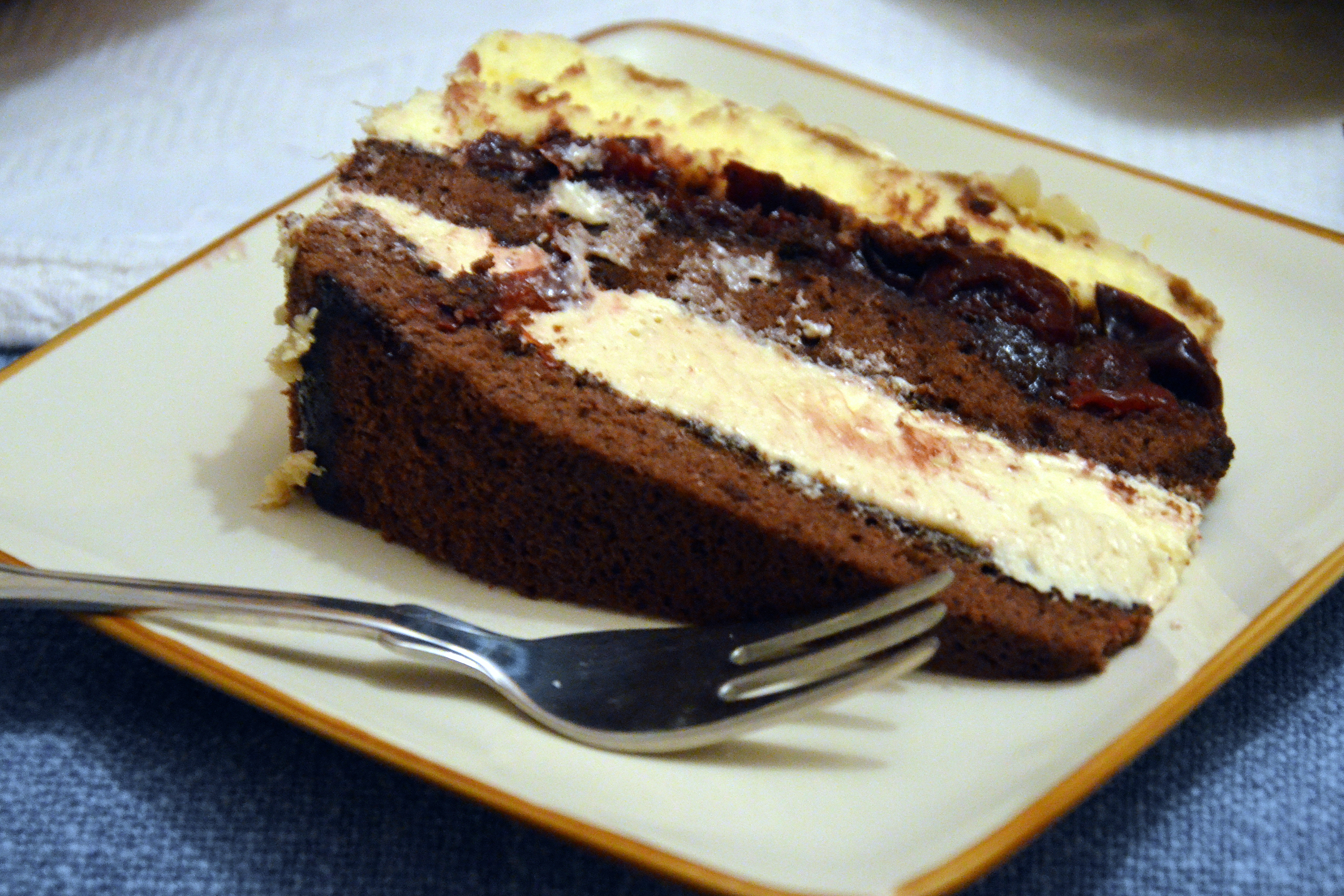
Eine Variante der Schwarzwälder Kirschtorte nach galizischer Art (2015)

Die meisten geschützten traditionellen Spezialitäten gibt es im äußersten Südosten Polens in der Woiwodschaft Karpatenvorland. Insgesamt 149 vorkarpatische Produkte waren 2014 als traditionelle geschützte Regionalprodukte auf der Webseite des Ministeriums für Landwirtschaft und ländliche Entwicklung registriert.

## Regionale Spezialitäten
- Krakauer-Wurst (Krakowska)
- Wawel-Wurst (Podwawelska)
- Markhofer-Wurst (Markowska)
- Pilzner-Wurst (Pilznenska)
- Saybuscher-Wurst (Żywiecka)
- Beskider-Wurst (Beskidzka)
- Tatrer-Wurst (Tatrzańska)
- Lisiecka-Wurst (Wurst aus Liszki)